# Lophoptera
Lophoptera is een geslacht van vlinders van de familie Uilen (Noctuidae).

## Soorten
- L. abbreviata Walker, 1865
- L. acuda Swinhoe, 1906
- L. aequilinea Walker, 1864
- L. africana (Berio, 1974)
- L. albigrisea Warren, 1914
- L. albilinea Warren, 1914
- L. albistellata Warren, 1914
- L. aleuca Hampson, 1912
- L. anthyalus Swinhoe
- L. apicalis Wileman & South, 1920
- L. apirtha Swinhoe, 1900
- L. arabica Hacker & Fibiger, 2006
- L. bigoti Berio, 1971
- L. buruana Holland, 1900
- L. coangulata Warren, 1914
- L. conspicua Berio, 1957
- L. costata Moore, 1885
- L. chalybea Walker, 1864
- L. chalybsa Hampson, 1891
- L. chlorograpta Hampson, 1905
- L. delogramma Prout, 1926
- L. denticulata Walker, 1865
- L. ferrinalis Walker, 1863
- L. flavina Warren, 1914
- L. glaucobasis Hampson, 1905
- L. hemithyris Hampson, 1905
- L. huma Swinhoe, 1903
- L. hyalophaea Joannis, 1928
- L. hypenistis Hampson, 1905
- L. illucida Walker, 1865
- L. khasiana Warren, 1914
- L. leucostriga Hampson, 1905
- L. litigiosa (Boisduval, 1833)

- L. lucida Wileman & West, 1928
- L. luctuosa Hampson, 1902
- L. malayica Warren, 1914
- L. metaphaea Walker, 1864
- L. methyalea (Hampson, 1902)
- L. negretina Hampson, 1902
- L. obliquilinea Prout, 1928
- L. pallibasis Holloway, 1976
- L. paranthyala Holland, 1900
- L. phaeobasis Hampson, 1905
- L. phaeoxista Hampson, 1912
- L. plumbeifascia Hampson, 1894
- L. pustulifera Walker, 1864
- L. quadrinotata Walker, 1864
- L. rufa Bethune-Baker, 1906
- L. semirufa Druce, 1911
- L. squamigera Guenée, 1852
- L. stipata Walker, 1864
- L. strigilota Joannis, 1928
- L. togata Prout A. E., 1927
- L. torrens Warren, 1914
- L. triangulata Berio, 1973
- L. tripartita Swinhoe, 1902
- L. viridistriga Prout, 1926
- L. xista Swinhoe, 1893